# Ernst Siehr

Ernst Siehr

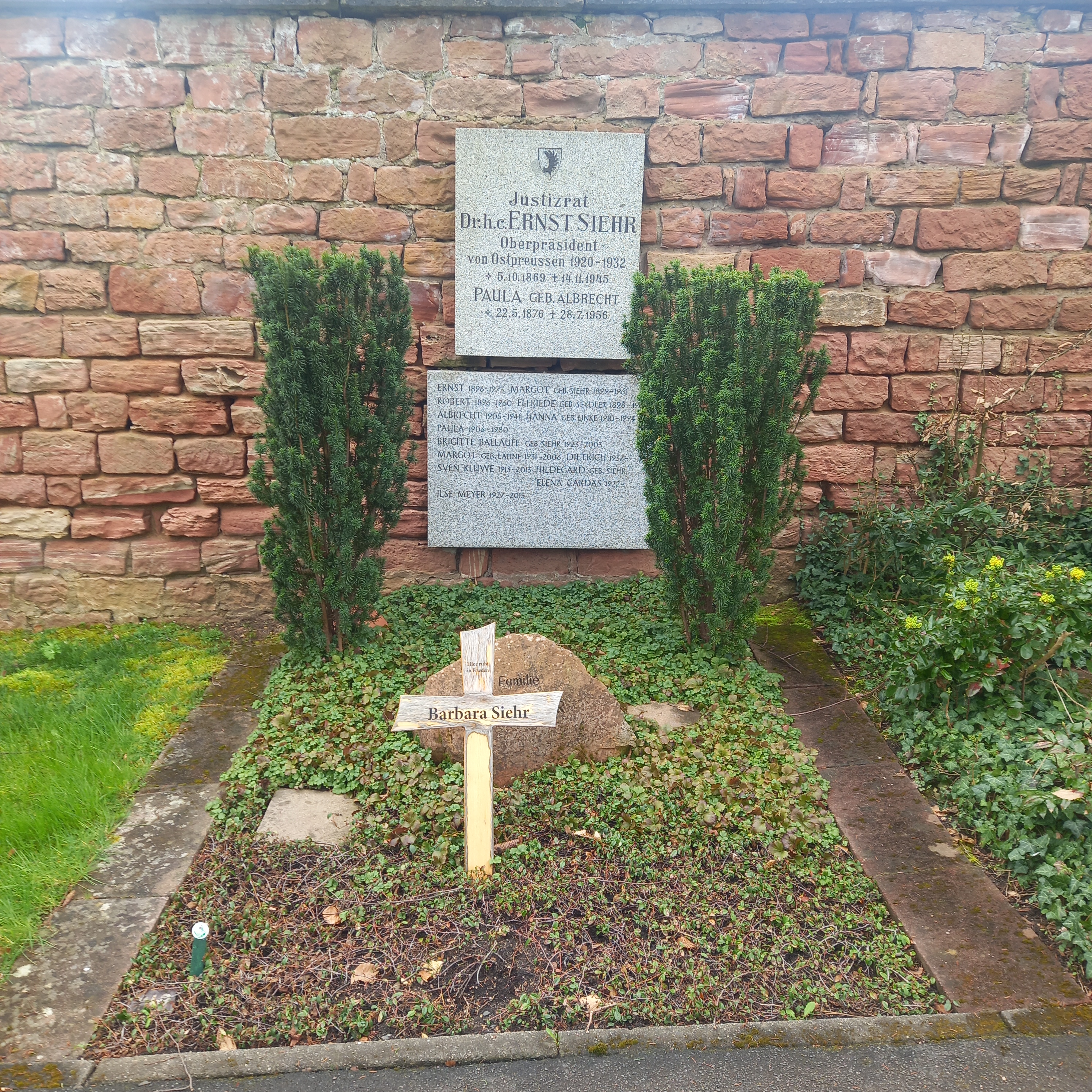
Das Grab von Ernst Siehr und seiner Ehefrau Paula geborene Albrecht im Familiengrab auf dem Südfriedhof (Frankfurt am Main)

Ernst Ludwig Siehr (* 5. Oktober 1869 in Heinrichswalde, Kreis Niederung, Ostpreußen; † 14. November 1945 in Bergen auf Rügen) war ein deutscher Politiker (Fortschrittliche Volkspartei, DDP).

## Leben
Nach dem Abitur auf dem Gymnasium in Insterburg studierte Ernst Siehr, der evangelischen Glaubens war, von 1886 bis 1889 an der Albertus-Universität Königsberg, der Ludwig-Maximilians-Universität München und der Friedrich-Wilhelms-Universität zu Berlin Rechtswissenschaften. Während seines Studiums schloss er sich der Königsberger Landsmannschaft Littuania an. Mit 19 Jahren Referendar geworden, bestand er 1894 das Assessorexamen mit „gut“. Er ließ sich 1895 als Rechtsanwalt in Insterburg nieder. Bis 1911 war er nebenamtlich Syndikus der Handelskammer Insterburg. In jenem Jahr erhielt er zusätzlich die Zulassung als Notar. Im Ersten Weltkrieg war er beim mobilen Landsturm-Bataillon Insterburg im Range eines Leutnants eingesetzt. Er wurde mit dem Eisernen Kreuz II. Klasse ausgezeichnet. Siehr war Mitglied der Deutschen Friedensgesellschaft, des Ostpreußischen Provinzial-Vereins zur Hebung der Fluß- und Kanalschiffahrt und der Historischen Kommission für ost- und westpreußische Landesforschung. 1929 wurden ihm die Ehrendoktorwürde der Universität Königsberg und die Ehrenbürgerschaft der Stadt Insterburg verliehen. Am 3. Februar 1940 erhielt er das Band des Corps Littuania.

### Politik
Siehr war zunächst Mitglied der Fortschrittlichen Volkspartei und leitete dort die Parteigliederung für Ostpreußen. 1918 beteiligte er sich an der Gründung der Deutschen Demokratischen Partei, in der er ebenfalls Vorsitzender für Ostpreußen war. Siehr gehörte der Stadtverordnetenversammlung von Insterburg an und war deren stellvertretender Vorsteher.  Von 1921 bis 1925 vertrat Siehr Allenstein im Provinziallandtag der Provinz Ostpreußen. Er war auch Vizepräsident des Provinziallandtags. Er wurde bei der Reichstagswahl 1912 im Reichstagswahlkreis Regierungsbezirk Gumbinnen 3 zum Mitglied des Reichstages gewählt. Die Wahlperiode dieses Reichstags währte bis zum Ende des Ersten Weltkriegs. Im Januar 1919 wurde er in die Weimarer Nationalversammlung gewählt; er war bis zur Neuwahl der Ostpreußischen Abgeordneten am 20. Februar 1921 Reichstagsabgeordneter.

### Öffentliche Ämter
Siehr bezeichnete den Friedensvertrag von Versailles als „Dokument wahnwitziger Zerstörungssucht, blinden Siegesrausches und politischer Kurzsichtigkeit.“ Nach dem Kapp-Putsch wurde Siehr am 16. April 1920 zum Oberpräsidenten der preußischen Provinz Ostpreußen ernannt, weil sich sein Vorgänger August Winnig (SPD) auf die Seite der Putschisten gestellt hatte. In Siehrs Amtszeit fielen die Volksabstimmungen in Masuren und Westpreußen am 11. Juli 1920 über die Zugehörigkeit zu Ostpreußen oder zu Polen. Segensreich war Siehrs eigenmächtige Verordnung einer vollen dreijährigen Schonzeit für Elche. Er setzte 1922 das Ostpreußenprogramm durch, aus dem 1926 die Osthilfe (Deutsches Reich) wurde. Mit ihr versuchten die Reichsregierung und die Preußische Staatsregierung, die Strukturnachteile der Provinz zu mildern, die durch die räumliche Trennung vom Reich entstanden waren. Auf eigenen Antrag vom 1. August 1932 endete Siehrs Amtszeit als Oberpräsident am 30. September 1932, wegen Differenzen mit der von Reichskanzler Franz von Papen beim „Preußenschlag“ eingesetzten reaktionären Regierung. Sein Nachfolger wurde Wilhelm Kutscher.

## Veröffentlichungen
- Ostpreußen. Zentralverlag, Berlin 1928.